# Me, Myself & Irene
Me, Myself & Irene (bra: Eu, Eu Mesmo e Irene, ou Eu, Eu Mesmo & Irene; prt: Ela, Eu e o Outro) é um filme de comédia e humor ácido americano de 2000, dirigido pelos irmãos Bobby e Peter Farrelly e estrelado por Jim Carrey e Renée Zellweger. A trilha sonora do filme é composta por Pete Yorn, Lee Scott e Stewart Copeland.

## Recepção
No site agregador de críticas Rotten Tomatoes, 48% das 97 resenhas dos críticos são positivas. O consenso diz: "Enquanto as habilidades cômicas de Jim Carrey garantem alguns risos, Me, Myself and Irene possui um lote insatisfatório e cansado".

## Principais prêmios e indicações
MTV Movie Awards 2001 (EUA)
- Indicado na categoria de Melhor Atuação em Comédia (Jim Carrey).[7]

## Trilha sonora
1. "Breakout" - Foo Fighters
2. "'Do It Again" - Smash Mouth
3. "Deep Inside of You" - Third Eye Blind
4. "Totalimmortal" - The Offspring (cover de AFI)
5. "The World Ain't Slowin' Down" - Ellis Paul
6. "Any Major Dude Will Tell You" - Wilco
7. "Only a Fool Would Say That" - Ivy
8. "Can't Find the Time to Tell You" - Hootie & The Blowfish
9. "Bodhisattva" - Brian Setzer Orchestra
10. "Bad Sneakers" - The Push Stars
11. "Reelin' in the Years" - Marvelous 3
12. "Strange Condition" - Pete Yorn
13. "Barrytown" - Ben Folds Five
14. "Razor Boy" - Billy Goodrum
15. "Where He Can Hide" - Tom Wolfe[8]
16. "Fire LikeThis" (We're gonna rock you) - Hardknox